# Georgios Iakovou
Georgios Iakovou (en grec moderne : Γεώργιος Ιακώβου), né le 19 juillet 1938 à Peristeronopigi (Chypre), est un diplomate et homme politique chypriote. Il a été ministre des Affaires étrangères de la république de Chypre.

## Biographie
Il obtint son baccalauréat au Famagusta Gymnasium puis obtint les diplômes universitaires suivants :
- MA in International Relations à l'Université de Boston ;
- MA from the Department of Industrial Psychology of Birkbeck College, Université de Londres
- MSc in Business Administration de l'Imperial College, Londres
- BSc in Engineering à l'Université de Londres.

Le 22 septembre 1983, il est nommé ministre des Affaires étrangères et il reste à ce poste jusqu'en février 1993. À son retour à Chypre en 1997, il se porte candidat à l'élection présidentielle (indépendant mais soutenu par le parti progressiste des travailleurs et le parti démocratique). Il perd de peu devant l'alors président de la République, Glafkos Klerides.
Le 1er mars 2003, il est nommé de nouveau ministre des Affaires étrangères dans le nouveau gouvernement de Tassos Papadopoulos, jusqu'en juin 2006.